# Torneo Zonal 1992
El Torneo Zonal 1992 fue un campeonato de ascenso en Perú donde participaron 37 equipos y se jugó una única edición en ese año. Otorgó un cupo a la Liguilla Pre-Libertadores y dos ascensos a la Primera División del Perú. 
Tuvo como base los clubes que participaron en el Campeonato Descentralizado 1991 y que, tras la reducción a 16 equipos de la Primera División, no lograron clasificar al Descentralizado 1992. A éstos se agregaron los seis mejores equipos de la Segunda División 1991 y los nueve campeones regionales de la Copa Perú 1991.
El campeón del torneo fue Ovación Sipesa que clasificó a la Liguilla Pre-Libertadores-Conmebol de 1992 y junto al subcampeón Unión Huaral ascendió al Campeonato Descentralizado 1993. El resto de equipos descendió a la Etapa Regional de la Copa Perú 1993, a excepción de los clubes de la Zonal II que pasaron a la Segunda División 1993.

## Etapa Zonal

### Zonal I
| Club               | Ciudad     | Procedencia                     |
| ------------------ | ---------- | ------------------------------- |
| Atlético Grau      | Piura      | Campeonato Descentralizado 1991 |
| Atlético Torino    | Talara     | Campeonato Descentralizado 1991 |
| Deportivo Cañaña   | Lambayeque | Campeonato Descentralizado 1991 |
| Deportivo Morba    | Trujillo   | Campeonato Descentralizado 1991 |
| Juan Aurich        | Chiclayo   | Campeonato Descentralizado 1991 |
| Deportivo Pacífico | Zarumilla  | Campeonato Descentralizado 1991 |
| Unión Tarapoto     | Tarapoto   | Campeonato Descentralizado 1991 |
| Deportivo El Tumi  | Tarapoto   | Copa Perú 1991                  |
| José Olaya         | Talara     | Copa Perú 1991                  |
| Ovación Sipesa     | Chimbote   | Copa Perú 1991                  |

- Clasificado: Ovación Sipesa

### Zonal II
| Club                        | Ciudad      | Procedencia                     |
| --------------------------- | ----------- | ------------------------------- |
| Unión Huaral                | Huaral      | Campeonato Descentralizado 1991 |
| Internazionale              | Lima        | Campeonato Descentralizado 1991 |
| Deportivo A.E.L.U.          | Lima        | Campeonato Descentralizado 1991 |
| Octavio Espinosa            | Ica         | Campeonato Descentralizado 1991 |
| Bella Esperanza             | Cerro Azul  | Segunda División 1991           |
| Defensor Kiwi-Ciclista Lima | Lima        | Segunda División 1991           |
| Guardia Republicana         | Lima        | Segunda División 1991           |
| Deportivo Zúñiga            | Lima        | Segunda División 1991           |
| Enrique Lau Chun            | Lima        | Segunda División 1991           |
| Meteor-Lawn Tennis          | Lima        | Segunda División 1991           |
| Alcides Vigo                | Lima        | Copa Perú 1991                  |
| Sport Puerto Aéreo          | La Tinguiña | Copa Perú 1991                  |

- Clasificado: Unión Huaral

### Zonal III
| Club                       | Ciudad    | Procedencia                     |
| -------------------------- | --------- | ------------------------------- |
| Alianza Huánuco            | Huánuco   | Campeonato Descentralizado 1991 |
| Asociación Deportiva Tarma | Tarma     | Campeonato Descentralizado 1991 |
| Deportivo Bancos           | Pucallpa  | Campeonato Descentralizado 1991 |
| Mina San Vicente           | San Ramón | Campeonato Descentralizado 1991 |
| Unión Huayllaspanca        | Huancayo  | Campeonato Descentralizado 1991 |
| Huracán Pilcomayo          | Pilcomayo | Copa Perú 1991                  |
| Deportivo La Victoria      | Abancay   | Copa Perú 1991                  |

- Clasificado: Deportivo Bancos

### Zonal IV
| Club                  | Ciudad   | Procedencia                     |
| --------------------- | -------- | ------------------------------- |
| Alfonso Ugarte        | Puno     | Campeonato Descentralizado 1991 |
| Coronel Bolognesi     | Tacna    | Campeonato Descentralizado 1991 |
| Diablos Rojos         | Juliaca  | Campeonato Descentralizado 1991 |
| FBC Aurora            | Arequipa | Campeonato Descentralizado 1991 |
| Mariscal Nieto        | Ilo      | Campeonato Descentralizado 1991 |
| Juvenil Los Ángeles   | Moquegua | Campeonato Descentralizado 1991 |
| Estudiantes Garcilaso | Cusco    | Copa Perú 1991                  |
| Sportivo Huracán      | Arequipa | Copa Perú 1991                  |

- Clasificado: Alfonso Ugarte

| Pos. | Equipo                | Pts. | PJ | G | E | P | GF | GC | Dif. | Clasificación o descenso |
| ---- | --------------------- | ---- | -- | - | - | - | -- | -- | ---- | ------------------------ |
| 1    | Sportivo Huracán      | 30   | 14 | 9 | 3 | 2 | 29 | 8  | +21  | Liguilla                 |
| 2    | Aurora                | 28   | 14 | 8 | 4 | 2 | 26 | 13 | +13  | Liguilla                 |
| 3    | Mariscal Nieto        | 21   | 14 | 6 | 3 | 5 | 21 | 16 | +5   | Liguilla                 |
| 4    | Alfonso Ugarte        | 19   | 14 | 5 | 4 | 5 | 16 | 9  | +7   | Liguilla                 |
| 5    | Coronel Bolognesi     | 16   | 14 | 4 | 4 | 6 | 9  | 16 | −7   | Copa Perú 1993           |
| 6    | Juvenil Los Ángeles   | 12   | 14 | 2 | 6 | 6 | 8  | 19 | −11  | Copa Perú 1993           |
| 7    | Diablos Rojos         | 13   | 14 | 3 | 4 | 7 | 8  | 22 | −14  | Copa Perú 1993           |
| 8    | Estudiantes Garcilaso | 15   | 14 | 5 | 0 | 9 | 17 | 31 | −14  | Copa Perú 1993           |

 Fuente: 

#### Liguilla
| Pos. | Equipo           | Pts. | PJ | G | E | P | GF | GC | Dif. | Clasificación o descenso |
| ---- | ---------------- | ---- | -- | - | - | - | -- | -- | ---- | ------------------------ |
| 1    | Alfonso Ugarte   | 9    | 3  | 3 | 0 | 0 | 5  | 1  | +4   | Liguilla Final           |
| 2    | Sportivo Huracán | 3    | 3  | 1 | 0 | 2 | 3  | 3  | 0    | Copa Perú 1993           |
| 3    | Aurora           | 3    | 2  | 1 | 0 | 1 | 2  | 3  | −1   | Copa Perú 1993           |
| 4    | Mariscal Nieto   | 0    | 2  | 0 | 0 | 2 | 1  | 4  | −3   | Copa Perú 1993           |

 Fuente: Diario El Comercio 1992

## Liguilla Final
| Pos. | Equipo           | PJ | PG | PE | PP | GF | GC | DG | Ptos |
| ---- | ---------------- | -- | -- | -- | -- | -- | -- | -- | ---- |
| 1    | Ovación Sipesa   | 6  | 3  | 1  | 2  | 8  | 2  | +6 | 7    |
| 2    | Unión Huaral     | 6  | 3  | 1  | 2  | 7  | 3  | +4 | 7    |
| 3    | Alfonso Ugarte   | 6  | 3  | 0  | 3  | 5  | 7  | -2 | 6    |
| 4    | Deportivo Bancos | 6  | 2  | 0  | 4  | 4  | 12 | -8 | 4    |

|  | Clasifica a Liguilla Pre-Libertadores-Conmebol de 1992 y asciende a Campeonato Descentralizado 1993 |
|  | Asciende a Campeonato Descentralizado 1993                                                          |